# Bugwi-myeon
Bugwi-myeon (koreanska: 부귀면) är en socken i Sydkorea.  Den ligger i kommunen Jinan-gun och provinsen Norra Jeolla, i den centrala delen av landet, 190 km söder om huvudstaden Seoul.